# 波德切特泰克市鎮

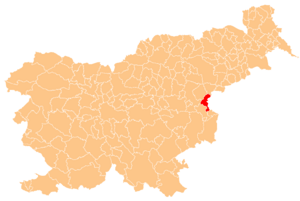

波德切特泰克市鎮是斯洛文尼亞東部的一個市鎮，行政中心為波德切特泰克。距離首都盧布爾雅那115公里，毗鄰與克羅地亞接壤的邊境，面積60.6平方公里，2002年人口3,224。

## 外部連結
- 官方网站  （斯洛文尼亚文）
- Podčetrtek on Geopedia （页面存档备份，存于）